# A cena con gli amici
A cena con gli amici (Diner) è un film del 1982 diretto da Barry Levinson.

## Trama
1959, Baltimora. Le avventure di cinque amici che si trovano in quel periodo di età tra la fine dell'adolescenza e l'inizio della maturità.

## Riconoscimenti
- Candidato ai Premi Oscar 1983 per la migliore sceneggiatura originale
- Candidato ai Golden Globe 1983 per il miglior film commedia o musicale
- Boston Society of Film Critics Awards 1982: migliore sceneggiatura e miglior attore non protagonista (Mickey Rourke)

Nel 2000 l'American Film Institute ha inserito il film al 57º posto della classifica delle cento migliori commedie americane di tutti i tempi.